# Pee-Wees stora äventyr
Pee-Wees stora äventyr (Pee-wee's Big Adventure), amerikansk film från 1985 som Tim Burton fick som erbjudande av Paul Reubens att regissera. Reubens har själv huvudrollen i filmen.

## Handling
Den handlar om att huvudpersonens cykel blir stulen av en fiende i den stad han bor i. Sedan börjar hela äventyret med att få tillbaka cykeln.

## Rollista i urval
- Paul Reubens - Pee-wee Herman
- Elizabeth Daily - Dottie
- Mark Holton - Francis Buxton
- Diane Salinger - Simone
- Lynne Marie - "Mother Superior" i Kevin Mortons film
- John Paragon - man i röd rustning
- Judd Omen - Mickey Morelli
- Alice Nunn - Large Marge, ett spöke
- Phil Hartman - reporter
- Jon Harris - Andy
- Carmen Filpi - Hobo Jack
- Jan Hooks - Tina, en guide vid Alamo